# Dragonette
Dragonette es una banda canadiense de electropop iniciada en 2005. Está constituida por la cantante y compositora Martina Sorbara, el bajista y productor Dan Kurtz y el batería Joel Stouffer.
Dragonette produjo un EP en 2005 con el mismo nombre de la banda, antes de haber conseguido como discográfica a Mercury Records y ser relocalizados en Londres, donde grabaron su álbum debut Galore, en 2007. 
Su segundo álbum de estudio, Fixin to Thrill, fue publicado en 2009. El tercer álbum del grupo, Bodyparts, fue publicado el 22 de septiembre de 2012.

## Carrera
Sorbara y Kurtz se conocieron en un festival musical y formaron un dúo al cual llamaron The Fuzz, haciendo música por su cuenta en su estudio de grabación, por diversión. El dúo formó Dragonette después de las grabaciones iniciales, y apoyaron a New Order en su segunda presentación. En el año 2005, la banda publicó su primer EP, titulado Dragonette EP, antes de haber firmado el acuerdo discográfico con Mercury Records.
Dragonette se trasladó a Londres para la grabación de su primer disco Galore y haber dado una gira en el Reino Unido apoyando actos locales, como los de Sugababes y Basement Jaxx (con quienes Sorbara grabó la canción "Take Me Back To Your House"). El músico inglés Will Stapleton reemplazó a Simon Craig en la guitarra. Dragonette grabó dos de sus vídeos musicales, el de "Jesus Doesn't Love Me" y el de "I Get Around". El primero fue publicado en internet y el segundo sirvió como sencillo para la promoción de Galore. A pesar de que "I Get Around" fue bien promocionado, solo logró entrar en el UK Singles Chart como el número noventa y dos, decepcionando a los miembros de la banda. Otro lanzamiento de un sencillo, "Take It Like a Man" tampoco le fue tan bien, tanto así que no logró entrar al top 100 del UK Singles Chart. Sin embargo, Dragonette recibió reconocimiento con un cover de Calvin Harris con su sencillo "The Girls", que ellos retitularon como "The Boys". "I Get Around" fue lanzado en Canadá poco tiempo luego, donde alcanzó el puesto cincuenta y siete en el Billboard's Canadian Hot 100.
En el año 2008, Dragonette recibió una nominación al Premio Juno por el "Mejor Grupo Nuevo", mientras Kurtz y Sorbara escribieron y produjeron la canción "Grab a Hold" con Cyndi Lauper para su álbum del 2008 Bring Ya to the Brink. Will James Stapleton dejó la banda, y fue reemplazado por Chris Hugget. Dragonette grabó luego su segundo álbum de estudio Fixin to Thrill que fue lanzado en el 2009.
El 27 de julio, Dragonette liberó "Our Summer" un sencillo digital disponible junto con "Volcano". Dragonette publicó luego Mixin to Thrill, un EP digital y una edición limitada del CD que sería vendida por la banda en línea el 3 de agosto de 2010. El nuevo EP contenía tres nuevas canciones, incluyendo "Volcano", "Our Summer" y la tercera, "My Things" junto con los mejores remixes del áalbum pasado.
Tocaron también en el festival musical Lollapalooza.
En el año 2010 la línea telefónica Telkom lanzó al mercado su teléfono arm 8ta(Heita), que usó el sencillo de Martin Solveig con Dragonette, titulado "Hello" como tema musical para sus publicidades.
También en 2010, la banda también colaboró con Kaskade en "Fire In Your New Shoes" y con el productor holandés Don Diablo en el sencillo "Animale".
Además, la banda desde entonces han colaborado en varias producciones para el DJ francés Martin Solveig, entre ellos "Boys & Girls" en 2009, en el éxito masivo "Hello" en 2010, "Can't Stop" y "Big in Japan" en 2011, todas estas canciones aparecen incluidas en el álbum Smash de Martin Solveig, lanzado en 2011.
En ese mismo año, Dragonette trabajó con Nicola Roberts, integrante de la banda de pop Girls Aloud, coproduciendo y componiendo el sencillo Lucky Day de su álbum debut como solista Cinderella's Eyes.
En marzo de 2012, lanzan una nueva canción, en colaboración junto al DJ y productor Felix Bloxsom, también conocido como Plastic Plates, titulada ‘The Right Woman’, que forma parte de ‘Proud To Be Woman Vol. 3′, el tercer recopilatorio que se lanza con motivo del Día de la Mujer.
En abril de 2012, lanzan “Let it Go”, el sencillo adelanto de su tercer álbum de estudio, Bodyparts. El álbum fue lanzado el 22 de septiembre de 2012 por el sello Universal Records. Cuenta con la colaboración del productor australiano Felix Bloxsom (Plastic Plates), Rene Arsenault y Davey Baduik. El segundo sencillo del álbum es "Live in This City", lanzado el 7 de agosto de 2012. En 2013, grabaron una versión de "Won't You Be My Neighbour?" para la campaña de Target Canada. En octubre de 2014, lanzaron su coproducción con el DJ y productor holandés Mike Mago titulada «Outlines» la cual alcanzó la octava ubicación en el Reino Unido. En 2015 lanzaron el sencillo «Let the Night Fall» que formará parte de su cuarto álbum de estudio.

## Discografía

### Álbumes
| Año  | Título                                                                            | Posición |
| Año  | Título                                                                            | CAN      |
| ---- | --------------------------------------------------------------------------------- | -------- |
| 2007 | Galore - Publicación: 25 de septiembre de 2007 - Discográfica: Mercury            | 80       |
| 2009 | Fixin to Thrill - Publicación: 29 de septiembre de 2009 - Discográfica: Universal | 63       |
| 2012 | Bodyparts - Publicación: 22 de septiembre de 2012 - Discográfica: Universal       | —        |
| 2016 | Royal Blues - Publicación: 11 de noviembre de 2016 - Discográfica: Universal      |          |
| 2022 | Tweenies - Publicación: 28 de octubre de 2022 - Discográfica: Dragonette Inc.     |          |

### EP
- Dragonette EP (2005)
- Mixin to Thrill (2010)

### Sencillos
| Año  | Título               | Posición | Posición | Álbum           |
| Año  | Título               | CAN      | R.U.     | Álbum           |
| ---- | -------------------- | -------- | -------- | --------------- |
| 2007 | «I Get Around»       | 57       | 92       | Galore          |
| 2007 | «Take It Like a Man» | —        | 112      | Galore          |
| 2008 | «Competition»        | —        | —        | Galore          |
| 2009 | «Fixin to Thrill»    | —        | —        | Fixin to Thrill |
| 2009 | «Pick Up the Phone»  | 28       | —        | Fixin to Thrill |
| 2010 | «Easy»               | —        | —        | Fixin to Thrill |
| 2010 | «Our Summer»         | —        | —        | Mixin to Thrill |
| 2012 | «Let It Go»          | 23       | —        | Bodyparts       |
| 2012 | «Live in This City»  | 65       | —        | Bodyparts       |
| 2013 | «My Legs»            | —        | —        | Bodyparts       |
| 2015 | «Let the Night Fall» | —        | —        |                 |

### Colaboraciones
En sencillos
| Año  | Título                                                      | Posición | Posición  | Posición | Posición | Posición | Posición | Posición | Álbum                |
| Año  | Título                                                      | CAN      | BEL (Fla) | EUA      | FRA      | HOL      | IRL      | R.U.     | Álbum                |
| ---- | ----------------------------------------------------------- | -------- | --------- | -------- | -------- | -------- | -------- | -------- | -------------------- |
| 2009 | «Boys & Girls» (Martin Solveig con Dragonette)              | —        | —         | —        | 17       | —        | —        | —        | C'est La Vie Remixes |
| 2010 | «Fire In Your New Shoes» (Kaskade con Dragonette)           | 69       | —         | —        | —        | —        | —        | —        | Dynasty              |
| 2010 | «Hello» (Martin Solveig con Dragonette)                     | 8        | 1         | 46       | 5        | 1        | 6        | 13       | Smash                |
| 2010 | «Animale» (Don Diablo con Dragonette)                       | —        | 52        | —        | —        | 33       | —        | —        |                      |
| 2011 | «Big in Japan» (Martin Solveig y Dragonette con Idoling!!!) | 36       | 87        | —        | —        | —        | —        | 118      | Smash                |
| 2014 | «Outlines» (Mike Mago con Dragonette)                       | 47       | 18        | —        | —        | 20       | 77       | 8        |                      |

Otras colaboraciones
| Año  | Título             | Artista(s)     | Álbum         |
| ---- | ------------------ | -------------- | ------------- |
| 2011 | «Can't Stop»       | Martin Solveig | Smash         |
| 2015 | «Get Some Freedom» | Big Data       | 2.0           |
| 2015 | «The Best»         | LENNO          |               |
| 2015 | «Pride of Lions»   | Joey Stylez    | Grey Magic EP |
| 2015 | «One Night Lover»  | Paul Harris    |               |
| 2016 | Feel This Way      | Philip George  |               |

### Videos musicales
| Año  | Canción                                         | Director (es)                     | Álbum                                  |
| ---- | ----------------------------------------------- | --------------------------------- | -------------------------------------- |
| 2007 | "I Get Around"                                  | Wendy Morgan                      | Galore                                 |
| 2007 | "Jesus Doesn't Love Me"                         |                                   | Galore                                 |
| 2008 | "Take It Like a Man"                            | Ben Taylor                        | Galore                                 |
| 2008 | "Competition"                                   |                                   | Galore                                 |
| 2009 | "Fixin to Thrill"                               | Wendy Morgan                      | Fixin to Thrill                        |
| 2009 | "Boys & Girls" con Martin Solveig               | Jean-Paul Gaultier                | C'est La Vie Remixes & Fixin to Thrill |
| 2009 | "Pick Up The Phone"                             | Drew Lightfoot                    | Fixin to Thrill                        |
| 2010 | "Easy"                                          | Drew Lightfoot                    | Fixin to Thrill                        |
| 2010 | "Fire in Your New Shoes" con Kaskade            | Chic & Artistic                   | Dynasty                                |
| 2010 | "Hello" con Martin Solveig*                     | Tristan Seguela, Martin Solveig   | Smash                                  |
| 2010 | "Animale" con Don Diablo*                       |                                   |                                        |
| 2011 | "Big in Japan" con Martin Solveig e Idoling!!!* | Tristan Seguela, Martin Solveig   | Smash                                  |
| 2012 | "Let It Go"                                     | Drew Lightfoot                    | Bodyparts                              |
| 2012 | "Live In This City"                             | Wendy Morgan                      | Bodyparts                              |
| 2013 | "Run Run Run"                                   | Drew Lightfoot                    | Bodyparts                              |
| 2013 | "Giddy Up"                                      | Jeff Scheven                      | Bodyparts                              |
| 2015 | "Pride of Lions" (Joey Stylez com Dragonette)   | Alison Honey Woods                | Grey Magic                             |
| 2015 | "Let the Night Fall"                            | Justin Broadbent y Vinit Borrison |                                        |

* = NOTA: Ninguno de los miembros de Dragonette aparecen en el vídeo.